# Viktor Kühne (Direktor)
Eberhard Felix Viktor Kühne (* 19. Juli 1912 in Bern; † 8. Oktober 2000 ebenda) war ein Schweizer Staatsbeamter.

## Leben

### Familie
Viktor Kühne war der Sohn des Kreispostdirektors Karl Josef Albert Kühne (* 1883; † 13. März 1958) und von dessen Ehefrau Maria Magdalena (geb. Rolli); er wuchs in Bern im Kanton Bern auf.
Seit dem 7. September 1938 war er mit Verena Johanna (geb. Häberli), heimatberechtigt in Münchenbuchsee, verheiratet; zum Zeitpunkt der Hochzeit waren sie in Liebefeld bei Bern wohnhaft.

### Werdegang
Nachdem Viktor Kühne das städtische Gymnasium (heute Gymnasium Kirchenfeld) in Bern besucht hatte, immatrikulierte er sich an der Universität Bern zu einem Studium der Rechtswissenschaften und einigen Semestern Volkswirtschaft. Er promovierte zum Dr. jur. und erhielt das bernische Fürsprecherpatent.
Nach einem Praktikum in einem Advokaturbüro gründete er eine eigene Praxis und war als Betreibungs- und Konkursbeamter in Schwarzenburg tätig.
1938 wurde er juristischer Mitarbeiter bei der Eidgenössischen Alkoholverwaltung, 1943 erfolgte seine Ernennung zum 2. Chef der Sektion Brennereiwesen und Obstverwertung und der Sektion Obst und Obstproduktion des Kriegsernährungsamts. Seit 1947 war er erst 1. Sektionschef und von 1949 bis 1966 Vizedirektor der Eidgenössischen Alkoholverwaltung, bevor er, als Nachfolger von Otto Kellerhals, deren Direktor wurde. Er übte dieses Amt bis zu seiner Pensionierung am 31. Juli 1977 aus; sein Nachfolger im Amt wurde Hans Müller, der bis dahin Direktor der Eidgenössischen Getreideverwaltung (seit 1993 Bundesamt für Landwirtschaft) war.

### Berufliches Wirken
In der Amtszeit von Viktor Kühne wurden bedeutende Fortschritte in der Wirksamkeit der Alkoholgesetzgebung erreicht. Er förderte die Aufklärung über die gesundheitlichen Folgen des Alkohols sowie alternative Obst- und Kartoffelverwertungsarten anstelle der Herstellung von Branntwein. Er sorgte auch dafür, dass die Abgabe von Pausenäpfeln in den Schulen sowie das Obstabonnement eingeführt wurden.
In seiner Amtszeit entstanden Lagerhäuser unter anderem in Daillens und in Schachen bei Werthenstein.

## Schriften (Auswahl)
- Schweizerisches Obligationenrecht vom 30. März 1911 und 18. Dezember 1936. Bern 1937.
- Die Schutzfähigkeit der Marken. Druck von E. Nägeli & Co., Zürich 1940.
- Die staatliche Förderung des Obstbaues im Rahmen der Alkoholordnung. Buchverl. Verbandsdruckerei AG, Bern 1949.
- Nachkriegsprobleme im Obstbau. Wädenswil 1949.
- Die Grundzüge der Revision des Alkoholgesetzes.  Art. Inst. Orell Füssli, Zürich 1950.
- Aktuelle Probleme der Obstverwertung. Schweiz. Zentralstelle zur Bekämpfung des Alkoholismus, Lausanne 1959.
- Von den Grenzen der Obstverwertung. Eidg. Alkoholverwaltung, Bern 1959.
- Die Eidgenössische Alkoholverwaltung. Bern 1973.